# История создания схемы Теллера — Улама

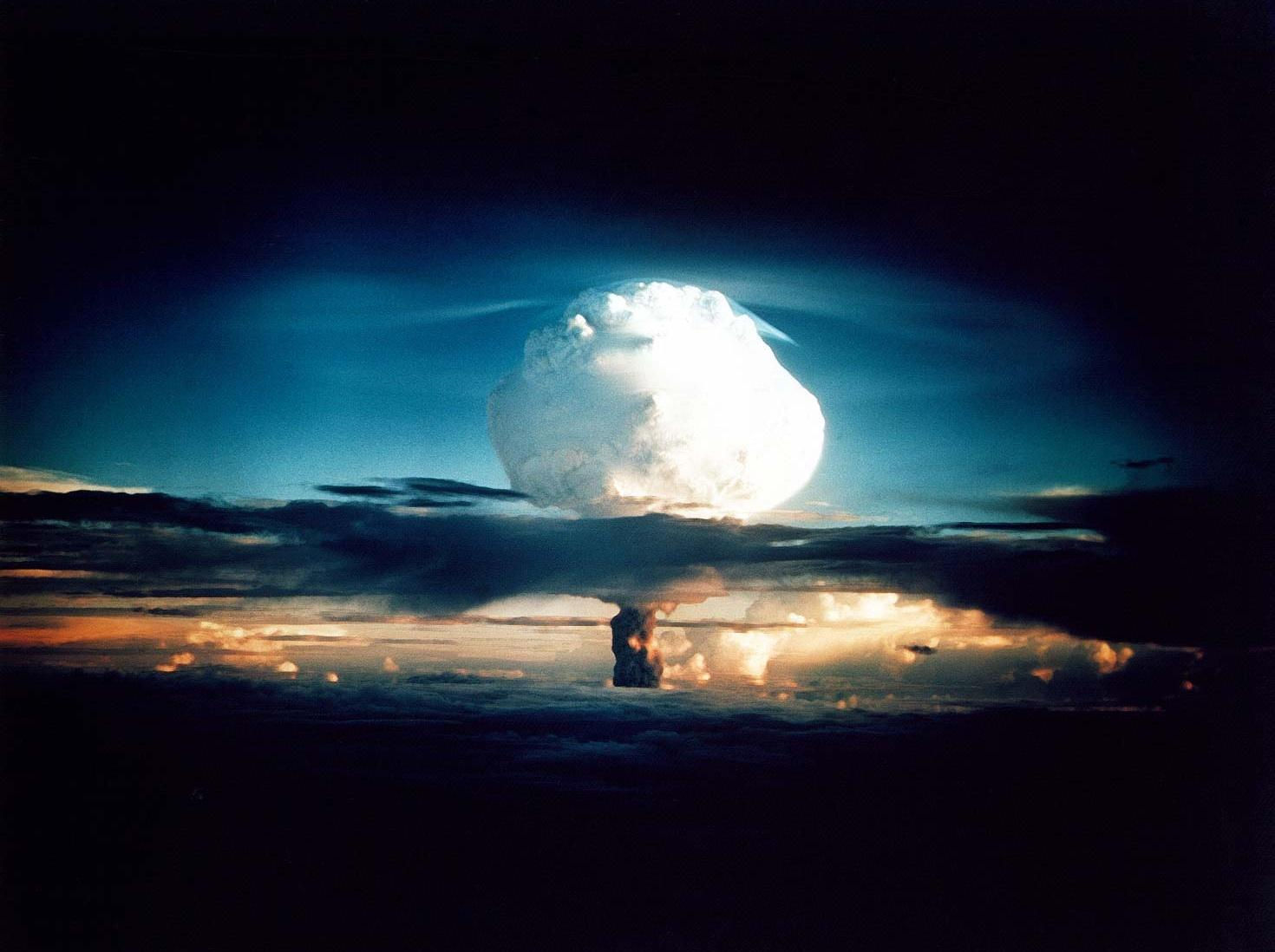
Иви Майк — первое полное испытание схемы Теллера — Улама. Мощность взрыва составила 10,4 Мт (1 ноября 1952 года).

Данная статья описывает хронологию событий, связанных с разработкой схемы Теллера — Улама  (англ. Teller–Ulam design) — технической концепции, лежащей в основе термоядерного оружия, то есть водородной бомбы. На основе этой схемы построены практически все современные системы ядерного оружия, составляющие арсеналы ведущих ядерных держав.

## История

### Проект «Super»

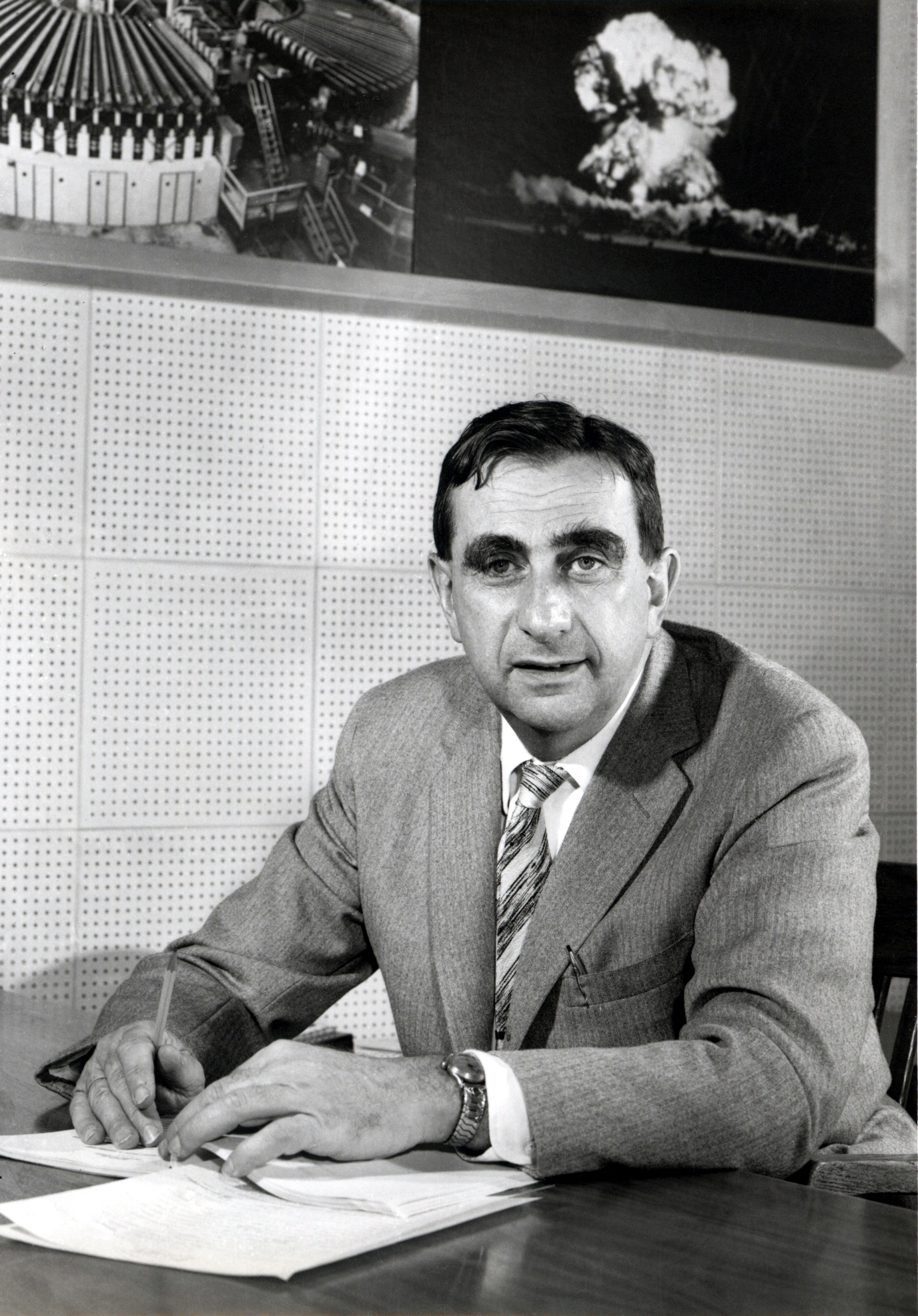
Физик Эдвард Теллер многие годы был главной движущей силой в разработке термоядерного оружия США.

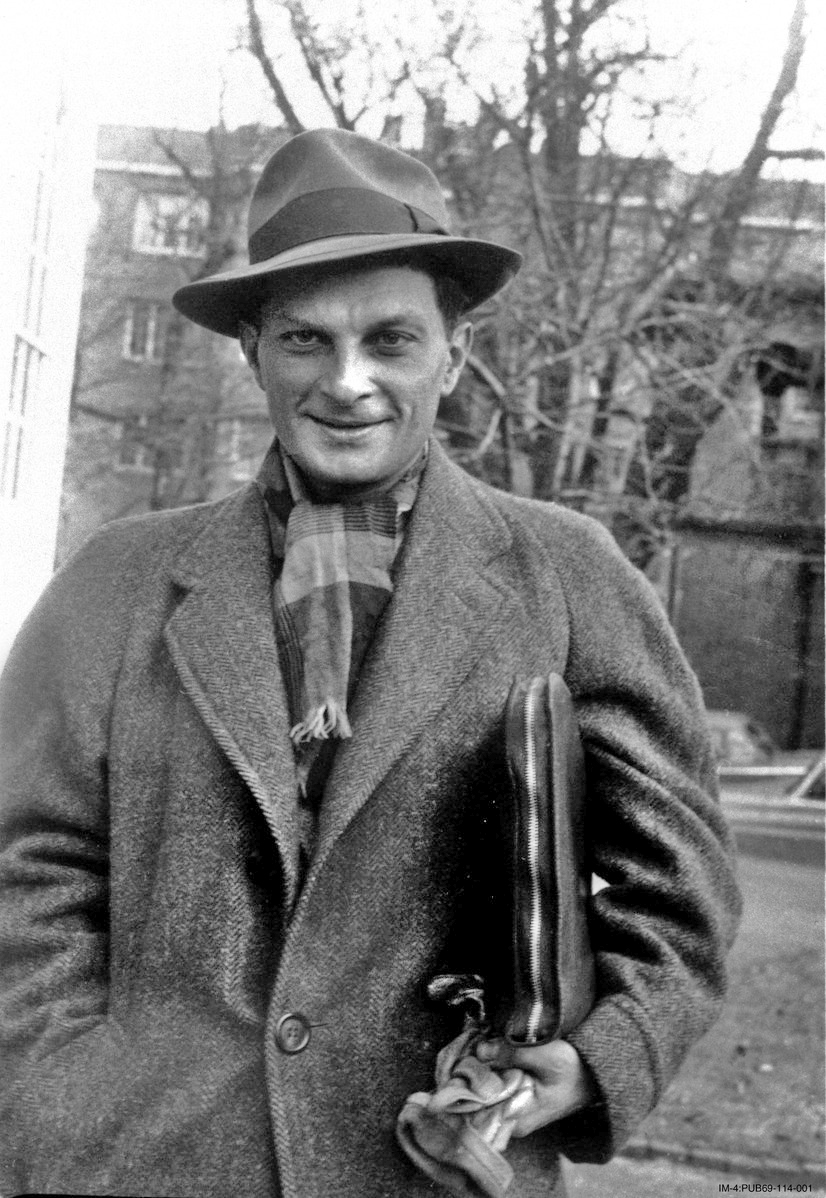
Математик Станислав Улам.

Идея использования энергии от взрыва атомной бомбы для инициации реакции синтеза впервые была предложена итальянским физиком Энрико Ферми в Нью-Йорке в беседе с его коллегой Эдвардом Теллером осенью 1941 года, когда они возвращались после обеда в Колумбийский университет. Размышляя вслух, Ферми предположил, что взорвав атомную бомбу рядом с ёмкостью с дейтерием можно вызвать реакцию слияния ядер водорода в ядра гелия и получить так называемое водородное оружие, в котором атомная бомба выступает «зажигалкой». В теории такая бомба была бы намного более эффективной и намного более мощной, чем атомная. Дейтерий легко получается из морской воды, и кубометр подожжённого дейтерия произведёт взрыв мощностью порядка несколько мегатонн, в то время как атомная бомба максимум может выдать мощность в несколько сотен килотонн. Вдохновлённый этой идеей, Теллер принялся исследовать пути её оценки и практической реализации.

#### Манхэттенский проект
Теллер принял участие в июльской конференции 1942 года группы Оппенгеймера по деталям создания атомной бомбы в Калифорнийском университете в Беркли. Ещё до конференции Теллер делал простые расчёты и пришёл к выводу, что поджечь дейтерий атомной бомбой не получится, но потом поменял своё мнение, когда сделал новые расчёты с помощью своего коллеги Эмиля Конопинского.
Во время конференции Теллер вызвал учёных на дискуссию о супер-бомбе, или коротко «Super». Так как уже было решено, что все вопросы по атомной бомбе выяснены, Сербер, Стен Френкель (Stan Frankel) и Нельсон занялись этой свежей интересной проблемой. По первым оценкам создание водородной бомбы казалось чисто инженерной задачей. Чуть позднее Ганс Бете (Hans Bethe) проверил расчёты Теллера и обнаружил, что Теллер не учёл важный эффект Комптона — процесс охлаждения за счёт рассеивания излучения, из-за которого тепло от взрыва атомной бомбы рассеется гораздо быстрее, чем успеет нагреться дейтерий до расчётной температуры 400 миллионов градусов, чтобы началась реакция синтеза, а потом атомная бомба просто разнесёт на мелкие кусочки термоядерное устройство. Пытаясь спасти идею, Конопински предложил смешать дейтерий с тритием, что позволило бы снизить требуемую температуру реакции синтеза, и при этом ещё и повысилась бы мощность взрыва. Однако тритий — чрезвычайно редкий изотоп водорода и очень дорог в производстве. Для вычисления подходящей пропорции смешивания дейтерия с тритием надо было бы провести колоссальные расчёты, а провести практические эксперименты не позволяла чудовищная дороговизна даже миллиграммов трития.
Учёные так и не предоставили готового рецепта создания Супер-бомбы, а для её работы всё равно нужна была атомная бомба, поэтому руководители Манхэттенского проекта решили отложить работы по «Super» до лучших времён и сконцентрироваться на первоочередной задаче: создании атомной бомбы к лету 1945 года.
Тем не менее Теллер продолжал заниматься в Лос-Аламосе проблемой «Super» до такой степени, что это стало сказываться на его основной работе над атомной бомбой. Большая часть работы, которую Теллер отказывался выполнять, была передана Клаусу Фуксу, который позднее был разоблачён как советский шпион. Теллеру были выделены некоторые ресурсы для изучения проблемы Super, но её решение всё время ускользало, вычисления по проблеме оказались невероятно сложными особенно в условиях, когда невозможно было получить ответы экспериментальным путем (для сравнения, все свойства реакции деления можно было просто получить на циклотронах, только что созданных ядерных реакторах и проводя различные лабораторные и стендовые испытания).

#### Интенсификация исследований
После того, как СССР провёл испытание своей атомной бомбы 29 августа 1949 года, Президент США Гарри Трумен 31 января 1950 объявил о запуске интенсивной программы по созданию термоядерной бомбы. После атомной бомбардировки Хиросимы и Нагасаки многие учёные Лос-Аламоса выступили против создания оружия в тысячу раз более мощного, чем первая атомная бомба. Для учёных это был вопрос отчасти технический — не существовало ещё ни схемы, ни понимания как работает термоядерная бомба, и, отчасти, моральный: такое мощное оружие бессмысленно применять тактически против скопления войск противника, оно может быть использовано только стратегически против гражданского населения, и таким образом становится оружием геноцида. Теллеру даже пришлось публиковать открытое обращение к учёным с призывом "вернуться назад в лаборатории". Многие ведущие физики США вернулись в Лос-Аламос для работы над Super-бомбой.
И всё же все усилия приводили к решениям, которые оказывались нерабочими. По теории классической Super-бомбы считалось, что одного тепла от взрыва атомной бомбы будет достаточно, чтобы поджечь термоядерное топливо. Но расчёты показывали, что это невозможно. Некоторое время многие учёные сходились во мнении (а многие и надеялись на это), что термоядерная бомба неосуществима на практике. К осени 1950 года перспективы Super-бомбы казались безнадёжными.
В поисках выхода из создавшегося положения, учёные Лос-Аламосской лаборатории в качестве альтернативы предлагали использовать термоядерное топливо хотя бы в качестве "бустера" для увеличения мощности атомной бомбы. На май 1951 года были запланированы эксперименты, которые должны были дать ответы хоть на какие-то вопросы течения термоядерной реакции.

### Идеи Улама и Теллера

Схема Теллера-Улама

Не представляется возможность восстановить точную последовательность событий приведших к прорыву Теллера-Улама, отчасти из-за того, что все участники событий излагают свою версию, и отчасти из-за завесы секретности, которая до сих пор покрывает тему устройства термоядерного оружия. Из имеющихся документов, рассекреченных отчётов, интервью и книг можно составить следующую картину. Все предыдущие модели Super-бомбы пытались разместить термоядерное топливо как можно ближе к "зажигалке": либо вокруг делящегося ядра, либо внутри него в надежде на то, что чем ближе топливо окажется к ядру, тем выше шанс того, что топливо "загорится" просто от высокой температуры взрыва.
В начале 1951 года после стольких лет бесплодных поисков Станиславу Уламу пришла первая идея, лёгшая в основу схемы Теллера-Улама. В атомной бомбе имплозивного типа использовалась схема сжатия надкритической массы плутониевого ядра одновременным подрывом со всех сторон высокоэнергетического взрывчатого вещества, которое взрывной волной, направленной к центру, сдавливало плутониевое ядро до критической массы и вызывало взрывную реакцию деления. Сначала в декабре 1950 года Улам предложил идею использовать вместо взрывчатки взрыв другой атомной бомбы ("первая ступень"), которая сдавит плутониевое ядро второй ступени намного сильнее и тем самым увеличит мощность взрыва в несколько раз. В первые микросекунды атомного взрыва ядро выделяет поток нейтронов ("нейтронный газ"), который имеет высокую плотность, сравнимую с плотностью твёрдого тела. В конце января 1951 года Уламу пришла идея перенести этот принцип на термоядерную бомбу: потоком нейтронов от подрыва атомной бомбы сжать термоядерное топливо и, не давая ему разлететься, поджечь его. Улам поделился этой идеей сначала с Брэдбери, а потом на следующий день с Теллером. Теллер сначала скептически оценил предложение Улама, но потом его озарило, что вместо потока нейтронов для обжатия можно использовать поток рентгеновского излучения. К тому времени в Лос-Аламосской лаборатории были уже разработаны атомные бомбы, которые были способны конвертировать энергию взрыва в мощный поток радиации. Радиационная имплозия позволяла сжать термоядерную ступень быстрее и держать её в таком состоянии дольше. 9 марта 1951 года Теллер и Улам написали отчет "On Heterocatalytic Detonations I: Hydrodynamic Lenses and Radiation Mirrors", который послужил основой всей дальнейшей работы над Super-бомбой.
Позднее в марте 1951 года Теллер добавил ещё одну важную деталь к схеме. Он поместил второй делящийся компонент внутри второй ступени для увеличения эффективности реакции горения термоядерного топлива. Когда симметричная ударная волна сжимает стенки цилиндра с дейтерием, она встречается сама с собой в оси цилиндра, где её движение тормозится и превращается в тепло. Эту небольшую область по оси цилиндра называли "свечой зажигания" ("sparkplug"), т.к. именно отсюда начиналась термоядерная реакция. Теллер понял, что если поместить надкритический стержень из U235 или плутония по оси цилиндра, ударная волна сожмёт стержень до сверхкритической массы. Произошедший взрыв создаст вторую ударную волну, движущуюся навстречу внешней ударной волне, которая одновременно сожмёт и подожжёт термоядерное топливо более эффективно, чем это было бы без такой "свечи". Об этом дополнении Теллер упомянул в отчёте за 4 апреля 1951 года, назвав его "an equilibrium thermonuclear gadget". Так окончательно оформилась схема Теллера-Улама: сжатие посредством радиационной имплозии термоядерного топлива и усиление его горения с помощью дополнительной ядерной свечи.
После этих открытий эксперименты, намеченные на май 1951 года, приобрели другой смысл. Теперь это были не опыты, а реальная проверка работы радиационной имплозии и проверка усиления мощности атомной бомбы горением DT-смеси. До испытаний идея Теллера-Улама рассматривалась как перспективная, но со скепсисом. На испытания на атолл Эниветок прилетели Теллер и Эрнест Лоуренс. Взрыв George показал, что из 225 кт мощности взрыва 25 кт выдала маленькая капсула с дейтерий-тритиевой смесью (примерно в два раза больше, чем мощность бомбы, сброшенной на Хиросиму). Взрыв Item показал, что впрыскивание дейтерий-тритиевого газа увеличило мощность атомной бомбы в два раза до 45,5 кт.
В июле 1951 года Ричард Гарвин по поручению Теллера рассчитал инженерный проект (размеры, компоновку, форму) термоядерного устройства для испытания схемы Теллера — Улама.
1 ноября 1952 года схема Теллера-Улама была протестирована во время испытания Иви Майк. Мощность взрыва составила 10,4 Мт (более чем в 450 раз мощнее бомбы, брошенной на Нагасаки). В качестве термоядерного топлива в испытании Иви Майк использовался жидкий дейтерий. Дейтерий был выбран по той причине, что о нём было много уже известно за время работы над Super-бомбой. В феврале 1954 года в арсенал США поступили первые водородные бомбы TX-16/EC-16, которые были сделаны на жидком дейтерии. Конструкцию этой бомбы также спроектировал Ричард Гарвин. После того, как в марте 1954 года (всего через полгода после испытания РДС-6с мощностью в 400 кт) в ходе испытаний Кастл Браво была испытана бомба на дейтериде лития мощностью порядка 10-15 мегатонн (в серии Mk.17), бомбы TX-16 были сняты с вооружения уже к октябрю 1954 года.
После начального периода испытаний многомегатонных водородных бомб усилия США переключились на миниатюризацию схемы Теллера-Улама, чтобы заряды могли поместиться в межконтинентальные ракеты и баллистические ракеты подводных лодок. В середине 1970-х был сделан ещё один прорыв, когда были созданы заряды по схеме Теллера-Улама, помещавшиеся в блоки индивидуального наведения разделяющихся головных частей МКБР.

### Роль компьютеров
Отдельно следует упомянуть роль вычислительных машин в решении проблемы термоядерной реакции. На всём протяжении 10-летней (1941-1952 гг.) истории разработки Super-бомбы вычислительные машины играли ключевую роль в успехе проекта. Объём и сложность вычислений были настолько велики, что сделать их вручную за разумное время было невозможно. За невозможностью провести полноценные испытания взрыв приходилось моделировать и считать модели на том, что имелось в распоряжении учёных в данный момент времени. Чем мощнее были машины, вступавшие по мере времени в строй, тем быстрее и полнее делались расчёты. Практически проблема водородной бомбы требовала одновременного развития знаний в области ядерной физики, высшей математики, инженерии и вычислительной техники.
Ещё во время Манхэттенского проекта в Лос-Аламосе прибегали к помощи сначала механических арифмометров, а затем табуляторов IBM 601. Теллер пытался использовать их для вычисления ещё летом 1945 года, но сложность и объёмы вычислений по атомной бомбе не шли ни в какое сравнение с вычислениями по Super-бомбе.
В конце 1945 г. вошёл в эксплуатацию первый электронный компьютер общего назначения ENIAC и при содействии фон Неймана в декабре 1945 г - январе 1946 г. на нём были проведены расчёты по проблеме Super-бомбы с огромными упрощениями (расчёты делались в одномерном пространстве без учёта эффекта Комптона) из-за ограниченных ресурсов и громоздкости этой первой вычислительной машины. Специально под расчёты по Super-бомбе в 1946 году фон Нейман начинает проект скоростной вычислительной IAS-машины в Институте перспективных исследований, которую обещает построить за два года (машина вступила в строй весной 1951 г.). В 1948 году из-за задержек с IAS-машиной Лос-Аламосская лаборатория планирует постройку своего компьютера MANIAC (вступил в строй в марте 1952 г.). В марте 1950 года часть задач по Super-бомбе считают на электро-механической ЭВМ IBM SSEC. Математики Станислав Улам и Корнелиус Эверет (Cornelius Everett) делают расчёты вручную методом Монте-Карло. Весной-летом 1950 г. фон Нейманом делаются повторные вычисления на усовершенствованной версии ENIAC. Весной 1952 г. вступает в строй MANIAC и на нём тут же начинают делать расчёты по испытанию Иви Майк, до которого оставалось полгода. Такие же расчёты летом 1952 года выполнялись по контракту с Лос-Аламосской лабораторией на компьютере SEAC в Национальным бюро стандартов США в Вашингтоне и на компьютере UNIVAC I в Филадельфии.
В настоящее время Лос-Аламосская и Ливерморская Национальные лаборатории США обладают самыми мощными вычислительными системами, позволяющими моделировать взрыв термоядерной бомбы в максимальном приближении к реальности.
В СССР для расчётов по термоядерному проекту использовались арифмометры, потом появились электромеханические счётные машины «Мерседес», а с 1954 года использовалась вычислительная машина "Стрела" Института прикладной математики. Расчётами занимались лучшие силы института: И.М. Гельфанд, А.А. Самарский, А.Н. Тихонов, К.А. Семендяев под руководством Мстислава Келдыша. Программы создавались отделом программирования, которым руководил М.Р. Шура-Бура.

### Споры об авторстве идей
Теллер и Улам не питали особой приязни друг к другу. Теллер, будучи довольно тщеславным человеком, никогда не отказывался от титула "отца американской водородной бомбы" (Father of the H Bomb), отодвигая Улама как бы на второй план. В начале 50-х годов после успешных первых испытаний он написал статью "The Work of Many People", в которой перечислял учёных, причастных к успешному осуществлению проекта (более 40 имен, при этом не упоминая Улама). В своих мемуарах "The Legacy of Hiroshima", вышедших в 1962 г. Теллер сообщает, что додумался до всего сам в феврале 1951 года, а его помощник Фредерик де Хоффманн (Frederic de Hoffmann) потом сделал все вычисления. В интервью в 1979 году он опять меняет свою историю и говорит, что идея пришла ему в голову в декабре 1950 года. В книге-мемуарах "Memoirs" 2001 года он уже упоминает ноябрь 1950 года.
Станислав Улам в своих мемуарах "Приключения математика" (Adventures of a Mathematician) излагает своё описание событий:

Вскоре после данного мной ответа я подумал об итерационной схеме. Приведя свои мысли в порядок и набросав примерный план, я отправился обсудить его к Карсону Марку. Но Марк, ставший к тому времени руководителем теоретического отдела, уже возглавлял очень обширную теоретическую работу специальных групп Теллера и Уилера. Тогда я в тот же день пришел к Норрису Брэдбери и рассказал ему об этой схеме. Он быстро понял её возможности и сразу же обнаружил большую заинтересованность в её принятии. На утро я поговорил с Теллером. Не думаю, что он относился ко мне с настоящей враждебностью из-за отрицательных результатов нашей с Эвереттом работы, нанесших такой удар по его планам, но наши отношения были явно натянутыми. Эдвард сразу принял мои предложения, поначалу с сомнением и уже через несколько часов с энтузиазмом. Он не только усмотрел в них новые элементы, но также увидел параллельные версии, альтернативные тому, о чем говорил я, возможно, более удобные и обобщённые. С того момента пессимизм уступил место надежде. В последующие дни я встречался с Эдвардом несколько раз, во время каждой нашей встречи мы по полчаса обсуждали эту задачу. Я написал первую заметку по своему предложению. Теллер внёс некоторые изменения и дополнения, и мы быстро написали совместный отчёт.

Свои воспоминания о тех событиях оставили Ганс Бете, Герберт Йорк, Карсон Марк (J. Carson Mark), возглавлявший Теоретический отдел (T-Division) Лос-Аламосской лаборатории, Норрис Брэдбери - директор Лаборатории в то время, даже жена Станислава Улама, добавившая свои воспоминания к эпилогу его мемуаров, опубликованных после его смерти. Все участники тех событий излагают свои версии в зависимости от симпатий и антипатий по отношению к Теллеру и Уламу, свойствам своего характера и памяти.
В проекте разработки американской водородной бомбы принимали участие многие учёные: в первую очередь постоянные сотрудники Лос-Аламосской лаборатории, среди них Норрис Брэдбери, Карсон Марк, Теллер, Улам, де Хоффманн, Роберт Рихтмейер (Robert D. Richtmyer), всего ок. 45 чел. в 1951-1952 гг. В качестве консультантов выступали Ганс Бете, Энрико Ферми, Георгий Гамов, Эмиль Конопински, Лотарь Нордхайм (Lothar Wolfgang Nordheim), Джон фон Нейманн, Джон Уиллер. Часть теоретической работы над бомбой велась также в Принстонском университете под руководством Джона Уиллера (т.н. проект "Project Matterhorn", всего 10 человек). Аргоннская национальная лаборатория также делала расчёты по поглощению излучения под руководством Марии Гёпперт-Майер. Также в проекте принимала участие небольшая группа Йельского университета под руководством Грегори Брейта.

### Советские разработки
В Советском Союзе учёные, работавшие над разработкой водородной бомбы тоже испытывали трудности. В связи с тем, что Клаус Фукс принимал участие в работе Лос-Аламосской лаборатории над водородной бомбой лишь на самой ранней стадии до 15 июня 1946 г. и был разоблачён в начале 1950 года (т.е. задолго до того, как оформилась идея схемы Теллера-Улама), советская разведка ничем не могла помочь учёным, и им пришлось искать пути к цели самостоятельно.
Первый вариант термоядерной бомбы, предложенный Андреем Сахаровым и Виталием Гинзбургом в 1949 году (ещё до того, как была испытана атомная бомба), назывался Слойка и сильно отличался от схемы Теллера-Улама. Слойка представляла собой сборку слоёв из делящегося материала и дейтерида лития, смешанного с тритием. Этот вариант Сахаров позднее назовёт "Первой идеей". Несмотря на то, что во время взрыва технически была достигнута реакция синтеза, у этой схемы не было перспектив увеличения мощности. Взорванная 12 августа 1953 года бомба по схеме Слойка выдала мощность 400 кт (реакция синтеза дала 15%-20% этой мощности) и, несмотря на свою "ненастоящесть", имела то преимущество, что представляла собой, в отличие от устройства "Иви Майк", реальное мощное оружие, которое можно было доставить до цели на вражеской территории. Нечто схожее со Cлойкой предлагал и Теллер в 1946 году в виде схемы Alarm Clock (т.е. "будильник", который был призван разбудить учёных заняться Super-бомбой), но тогда расчёты показали, что схема не стоит усилий, и она не была воплощена даже в виде прототипа.
Попытки повысить мощность схемы "Слойка" до мегатонного уровня оказались безнадёжными. Советские учёные подсчитали, что в самом наилучшем случае схема выдаст мощность взрыва в 1 мегатонну. После того как США провели испытания "Иви Майк" 1 ноября 1952 года, доказавшие возможность создания многомегатонных зарядов, советские учёные стали искать другие варианты, параллельно продолжая работать над "Слойкой". "Вторая идея", как её называет Сахаров в своих мемуарах, заключалась в давнем предложении Гинзбурга, выдвинутом в ноябре 1948 года, использовать дейтерид лития в качестве топлива для водородной бомбы. При бомбардировке нейтронами литий преобразуется в дефицитный тритий, который усилит течение термоядерной реакции. В конце 1953 года Виктор Давиденко сделал первый прорыв, догадавшись разделить "первую" и "вторую" ступень бомбы на две раздельные части (идея "многоступенчатости"). Второй прорыв сделали Сахаров и Яков Зельдович весной 1954 года, догадавшись о возможности использования радиации от первой стадии для сжатия второй. "Третья идея" Сахарова (под этим названием схема Теллера-Улама стала известна в СССР) воплотилась в бомбу РДС-37, которая была испытана 22 ноября 1955 года. Мощность её взрыва составила 1,6 Мт.
Советский Союз продемонстрировал всю мощь многоступенчатой схемы 30 октября 1961, взрывом Царь-Бомбы — 58 Мт водородной бомбы, 97% мощности которой была получена от реакции синтеза. Если бы урановый тампер этой бомбы не был заменен на свинцовый, мощность взрыва составила бы 100 Мт. Несмотря на то, что бомба технически могла быть использована как оружие (её сбрасывали с со специального бомбардировщика), в военном отношении она была непрактична и была разработана и испытана в первую очередь, чтобы продемонстрировать способность СССР разрабатывать водородные бомбы любой мощности.

### Прочие страны
Подробности разработки схемы Теллера-Улама в других странах менее известны. В любом случае у Великобритании были трудности с разработкой, приведшие к неудавшемуся испытанию Grapple 1 в серии испытаний Operation Grapple в мае 1957 года. Вторая попытка Grapple X в ноябре 1957 года оказалась успешной (мощность взрыва составила 1,8 Мт.). Путь британцев к схеме Теллера-Улама был по всей видимости самостоятельным, хотя США позволили им ознакомиться с радиоактивными осадками от своих термоядерных испытаний, что для британских учёных было большим подспорьем. После успешного испытания британцами мегатонного заряда (и демонстрации того, что им известен секрет схемы Теллера-Улама), Соединённые Штаты согласились поделиться с Великобританией некоторыми деталями своей схемы, что в итоге привело к заключению в 1958 году Договора о взаимной обороне.
Китайская Народная Республика провела первое испытание своей термоядерной бомбы мощностью 3,3 Мт по схеме Теллера-Улама в июне 1967 года, всего через 32 месяца после испытания своей первой атомной бомбы. Об устройстве этой бомбы мало что известно.
Очень мало известно о французской схеме Теллера-Улама кроме того факта, что Франция провела испытание 2,6 Мт устройства в августе 1968 года.